# Мольен, Никола Франсуа
Никола Франсуа Мольен (28 февраля 1758, Руан — 20 апреля 1850, Париж) — французский государственный деятель, граф Империи, министр государственного казначейства в эпоху Наполеона I (1806—1814; 1815).

## Биография
Сын Жака Робера Мольена (1712-1794), торговца и фабриканта из Руана, Нормандия, и его второй жены Анны-Мадлен-Роз, урождённой Котелль.
После блестящей учебы, Мольен, талантливый юноша, пользовавшийся покровительством маршала Ришельё, в 1778 году, в возрасте 20 лет, поступил на работу в кабинет генерального контролера финансов Табурро де Рео (fr:Louis Gabriel Taboureau des Réaux). В 1781 году Мольену поручили надзор за всей системой генеральных откупов, годовой доход от которых он увеличил на четырнадцать миллионов. За это Мольен получил в награду пожизненную ренту в 3000 ливров. Затем молодой человек участвовал в разработке новых октруа для города Парижа, а затем в подготовке франко-английского торгового договора в 1786 году.
Хотя Французская революция и отняла у него пожизненную ренту, она поначалу не так уж и сильно повредила его карьере. 31-летний Мольен в 1789 году остается в управлении финансов, в 1791 году его еще отправляют в инспекторские поездки. Однако, всё меняется после провозглашения Франции республикой и казни короля.
В эпоху террора Мольен был заключён в тюрьму, откуда был освобождён в 1794 году, после падения Робеспьера, и эмигрировал в Англию,  где в течение следующих пяти лет изучал британские финансовые учреждения. После переворота 18 брюмера он вернулся во Францию. Наполеон, решив воспользоваться знаниями Мольена, назначил его директором Гарантийно-амортизационной кассы  (fr:Caisse de garantie et d'amortissement). В 1804 году Мольен становится советником Наполеона по вопросам финансов, а в 1806 году — министром государственного казначейства (сменил на этом посту  Барбе-Мальбуа), и занимает эту должность вплоть до падения империи в 1814 году, параллельно оставаясь одним из основных финансовых советников императора. Выполняя свою задачу весьма старательно и умело, Мольен пытался навести порядок в имперских финансах, расстроенных бесчисленными войнами. Министр также контролирует операции Банка Франции. Чтобы не растрачивать государственные средства, он часто выступает против государственной политики протекционизма и субсидий, предоставляемых промышленникам.
В 1808 году Мольен был возведён в достоинство графа Империи, и примерно в то же время стал кавалером Большого креста ордена Воссоединения. По возвращении Наполеона с острова Эльба, Мольен вновь поступает к нему на службу, и снова возглавляет своё министерство в период Ста дней. 
Во время Второй реставрации Мольен в 1818 году отказался от портфеля министра финансов, но в следующем году согласился стать членом Палаты пэров. Он был также назначен председателем комиссии по надзору за государственной Депозитной кассой (fr:Caisse des dépôts et consignations), и занимал эту должность вплоть до 1826 года, а затем с 1831 по 1837 год.
Пэр Франции, граф Никола Франсуа Мольен скончался в глубокой старости, и был похоронен на кладбище городка Мориньи-Шампиньи, где проживал со своей второй женой, Аделью-Розали Колларт-Дютилье в собственном замке Журре (fr:Parc de Jeurre).
Переживший почти всех своих современников сопоставимого ранга, Мольен оставил интересные мемуары, опубликованные еще при его жизни, в 1845 году, где он, в частности, критикует создание Банка Франции.
Личные бумаги Никола Франсуа Мольена хранятся в Национальном архиве Франции под номером 132AP.